# Li-Book 2000
A Li-Book 2000 Okui Maszami második koncertalbuma, mely 2000. november 22-én jelent meg a King Records kiadó jóvoltából. Akárcsak az első koncertalbum, ez is limitált példányszámban jelent meg, mindössze 5 000 készült belőle, így a heti japán lemezeladási listának csak a hatvanegyedik helyét érte el.

## Dalok listája
1. Turning Point 5:53
2. Szouda, zettai. (そうだ、ぜったい。?) 4:46
3. Nidzsi no jó ni (虹のように?) 4:59
4. Endless Life 5:02
5. Szore va tocuzen jatte kuru (それは突然やってくる?) 4:15
6. Chaos 6:23
7. Cutie 5:01
8. Rinbu-Revolution (輪舞-revolution?) 4:35
9. Sunrise, Sunset 5:51
10. Kiss in the Dark 4:09
11. Just Do It 4:41
12. Vitamin (zettai, szouda) (ビタミン ～ぜったい、そうだ。～?) 5:00
13. Monogatari (物語?) 4:56
14. Bayside Love Story (from Tokyo) 4:39